# Бондарь, Иван Иванович (партийный деятель)
Ива́н Ива́нович Бо́ндарь (1907, село Лавы Сосницкого района Черниговской области — 1966) — украинский советский деятель, 1-й секретарь Львовского горкома КП(б)У.

## Биография
Родился в крестьянской семье.
Член ВКП(б) с 1926 года (по другим данным — с 1929 года).
В 1929—1934 годах — студент Киевского химико-технологического института.
В 1934—1937 гг. — заместитель начальника, начальник химической лаборатории, председатель заводского комитета завода № 221 («Баррикады») в городе Сталинграде.
В декабре 1937—1939 года — 2-й секретарь Баррикадного районного комитета ВКП(б) города Сталинграда.
В 1939—1940 годах — 1-й секретарь Баррикадного районного комитета ВКП(б) города Сталинграда.
В марте 1940 — 25 декабря 1944 года — 3-й секретарь Сталинградского областного комитета ВКП(б) по промышленности. В 1942—1943 годах работал руководителем оперативной группы Ставки Главного командования по Кировскому району города Сталинграда, уполномоченным по строительству и мобилизации по Баррикадному району города Сталинграда.
В 1943 году учился в Высшей школе партийных организаторов при ЦК ВКП(б) в Москве.
В январе 1945 — 1 февраля 1950 — 2-й секретарь Львовского городского комитета КП(б)У.
1 февраля — июнь 1950 года — 1-й секретарь Львовского городского комитета КП(б)У.
В октябре 1950 — марте 1955 года — председатель исполнительного комитета Херсонского городского совета депутатов трудящихся.
Депутат Верховного Совета УССР 2-го созыва. Член Ревизионной Комиссии КП(б)У в 1949—1952 гг.

## Награды
- орден Трудового Красного Знамени (23.01.1948)
- орден «Знак Почета»
- орден Красной Звезды
- медали